# خوان بارباس
خوان بارباس (بالإسبانية: Juan Barbas)‏ مواليد 23 أغسطس 1959 في بوينس آيرس، الأرجنتين، هو لاعب كرة قدم أرجنتيني دولي سابق كان يلعب كلاعب وسط. سبق له أن لعب في كأس العالم لكرة القدم مع منتخب بلاده.

## روابط خارجية
- خوان بارباس على موقع الاتحاد الدولي (مؤرشف)  (الإنجليزية)
- خوان بارباس على موقع قاعدة بيانات كرة القدم.إي يو (الإنجليزية)
- خوان بارباس على موقع ناشيونال فوتبول تيمز (الإنجليزية)
- خوان بارباس على موقع Soccerway.com (الإنجليزية)